# Golden Arrow

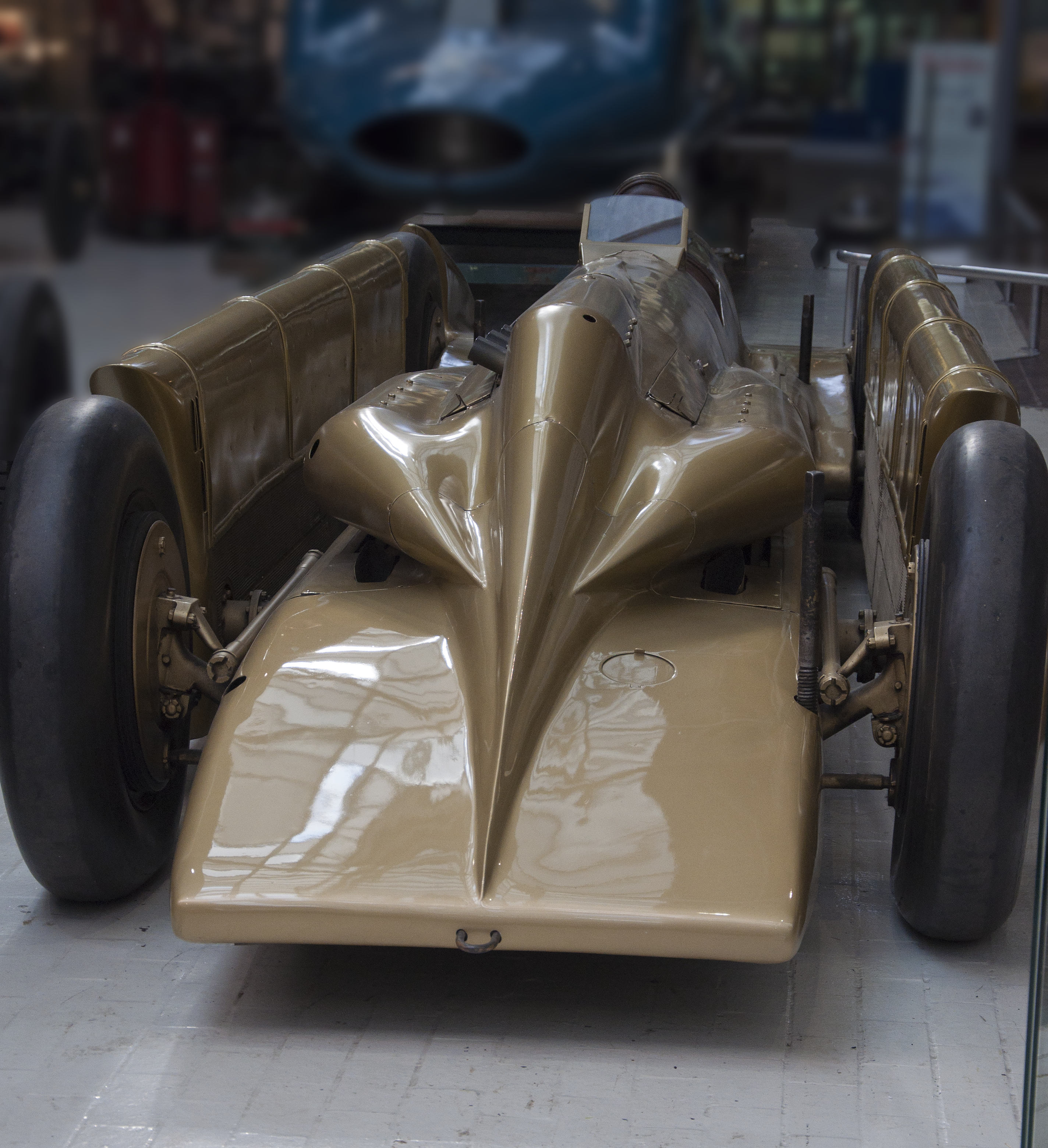
De Golden Arrow in het National Motor Museum

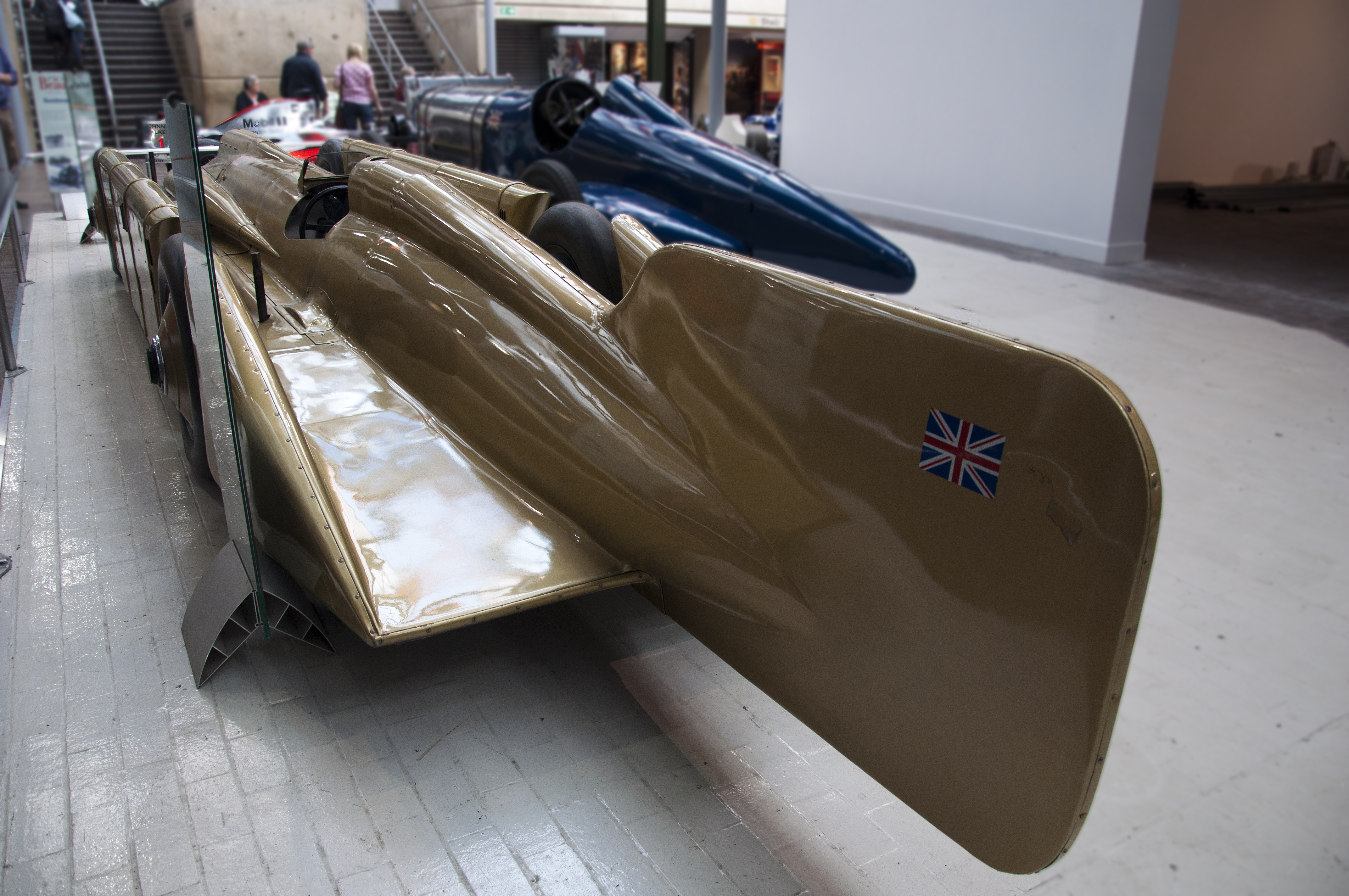
De Golden Arrow

De Golden Arrow (Nederlands: Gouden Pijl) was een auto waarmee Henry Segrave op 11 maart 1929 in Daytona Beach voor 120.000 toeschouwers een nieuw wereldsnelheidsrecord op land vestigde. Hij bereikte een gemiddelde snelheid van 372,46 km/u). Segrave verbrak hiermee het oude record van Ray Keech, (334,00 km/u). Hij had slechts één testrit nodig.
Twee dagen later verongelukte Lee Bible's White Triplex waarbij ook een fotograaf omkwam. Segrave was ter plaatse en besloot zich te richten op het verbreken van snelheidsrecord op water. Segrave verongelukte daarbij een jaar later. De Golden Arrow racete nooit meer. De wagen is tentoongesteld in het National Motor Museum, Beaulieu, Hampshire, Engeland.
De Golden Arrow was een van de eerste gestroomlijnde recordbrekers met een gepunte neus en kappen over alle onderdelen. Hij was voorzien van een vliegtuigmotor Napier Lion met een inhoud van 23,9 liter die 690 kilowatt leverde en een carrosserie uit aluminium. De motor was oorspronkelijk ontwikkeld om ingezet te worden bij de Schneider Trophy. De koeling gebeurde niet via een radiator maar via koelvloeistof die door ijs liep, opgeslagen in de zijcompartimenten.